# Breakaway (musikalbum av Art Garfunkel)
Breakaway är Art Garfunkels andra soloalbum, utgivet i oktober 1975. Albumet är producerat av Richard Perry tillsammans med Art Garfunkel.
Garfunkels mest sålda album innehåller bland annat en nyinspelning The Flamingos hit från 1959 I Only Have Eyes for You, vilken klättrade ända upp på 1:a-platsen på englandslistan (ursprungligen kommer låten från filmen Dames från 1934 och den var en USA-hit redan det året för Ben Selvin). Vidare finns en nyinspelning av Beach Boys-låten Disney Girls. Break Away spelades ursprungligen in av duon Gallagher & Lyle samma år som Garfunkels version gavs ut.
På My Little Town (som är producerad av Simon, Garfunkel & Phil Ramone) återförenades Simon and Garfunkel tillfälligt. Paul Simon skrev ursprungligen låten åt Garfunkel, men låten hamnade till slut även Simons soloalbum Still Crazy After All These Years som också gavs ut hösten 1975. 
Albumet nådde Billboard-listans 7:e plats.
På englandslistan nådde albumet 7:e platsen.

## Låtlista
Singelplacering i Billboard inom parentes. Placering i England=UK
1. I Believe (When I Fall In Love It Will Be Forever) (Stevie Wonder/Yvonne Wright)
2. Rag Doll (Steve Eaton)
3. Break Away (Gallagher/Lyle)  (#39)
4. Disney Girls (Bruce Johnston)
5. Waters of March (Antonio Carlos Jobim)
6. My Little Town (Paul Simon) (#9) (Simon and Garfunkel)
7. I Only Have Eyes for You (Al Dubin/Harry Warren) (#18, UK #1)
8. Lookin' for the Right One (Stephen Bishop)
9. 99 Miles from L.A. (Hal David/Albert Hammond)
10. The Same Old Tears on a New Background (Stephen Bishop)